# Rimforsa
Rimforsa est une localité de Suède appartenant à la commune de Kinda, dans le comté d'Östergötland.   

## Géographie
La localité est entourée de vastes forêts et est située à environ 40 km au sud de la ville de Linköping.  

## Population
Rimforsa comptait 2 238 habitants en 2010.